# Samtgemeinde Werlte
La comunità amministrativa di Werlte (Samtgemeinde Werlte) si trova nel circondario dell'Emsland nella Bassa Sassonia, in Germania.

## Suddivisione
Comprende 5 comuni:
1. Lahn
2. Lorup
3. Rastdorf
4. Vrees
5. Werlte

Il capoluogo è Werlte.